# أنطونيا الصغرى
أنطونيا هي نبيلة رومانية وهي ابنة مارك أنطوني وأوكتيفيا الصغرى شقيقة أغسطس. ولدت في سنة 36 ق م في أثينا. تزوجت من نيرو كلاوديوس دروسوس ابن الإمبراطور أغسطس بالتبني وأنجبت منه ثلاثة أبناء وهم جيرمانيكوس القائد العسكري الروماني الشهير و ليفيلاي وكلوديوس ألذي أصبح الإمبراطور في 41. ارتفع شأنها بعد تولي حفيدها كاليغولا الحكم. عرض عليها لقب أغسطا لكنها رفضت. بعد سماعها بخبر اغتيال حفيدها الآخر جيميلوس من قبل كاليغولا انتحرت في سنة 37 حزناً عليه. بعد تولي ابنها كلوديوس للحكم أعطاها لقب أغسطا الشرفي.